# 青春的园地
青春的园地是1955年上海电影制片厂摄制的一部黑白電影，编剧是任德耀，导演是王为一。該電影講述的是某中学初三学生李小惠被灌輸集體主義的故事該电影剧本是根据华东话剧会演得奖的話劇《祖国的园地》改编。該電影中的插曲有《雁兒結成對》、《為了花香果又甜》。中国福利会儿童剧团、上海市上海中学、中国少年先锋队上海市常熟区校外队部协助演出。有人抱怨電影拍攝時被领导干涉过多、限制过严。

## 演員表
- 苏曼薏-小惠母
- 柳杰-王妈
- 章薇娜-李小惠
- 顾帼一-一杜丽华
- 姜自强-方兴华
- 陈海根-赵大成
- 康安声-厉炳良
- 刘安假-徐达生
- 吴建安-高长林
- 郑明-江楠哺
- 傅延敏-陈银娣
- 李保罗-花师傅
- 盛龙慧-小同学
- 李浣青-石老师
- 葉高-校長[1]